# 1828 en littérature
| Années de la littérature : 1825 - 1826 - 1827 - 1828 - 1829 - 1830 - 1831    |
| Décennies de la littérature : 1790 - 1800 - 1810 - 1820 - 1830 - 1840 - 1850 |

Cet article présente les faits marquants de l'année 1828 en littérature.

## Événements
- Cénacle romantique chez Victor Hugo ou chez Charles Nodier (Charles Augustin Sainte-Beuve, Émile Deschamps, Lamartine, Dumas, Mérimée, Musset, Nerval).

## Essais
- Alfred de Terrebasse, Histoire de Pierre du Terrail seigneur Bayart dit le chevalier sans peur et sans reproche, impr. Ladvocat, Paris
- L'écrivain et lexicographe américain Noah Webster publie son « Dictionnaire Américain de la Langue Anglaise ».
- Tableau historique et critique de la poésie française et du théâtre français au XVIe siècle et Vie, poésies et pensées de Joseph Delorme, de Sainte-Beuve.
- Examen critique des dictionnaires de langue française de Charles Nodier.
- Études françaises et étrangères d'Émile Deschamps.

## Poésie
- Le Chant du marin naufragé, d'Alexandre Polejaïev (1804/5?-1838).
- L’Agonie et la Mort du sire de Maupin, poème d'Aloysius Bertrand.
- Les Orientales, de Victor Hugo.

## Romans
- Scènes contemporaines laissées par Madame la Vicomtesse de Chamilly, Urbain Canel.

Satire sociale de François-Adolphe Loève-Veimars, Auguste Romieu et Louis-Émile Vanderburch
- Argow le pirate, d'Honoré de Balzac, sous pseudonyme.
- La bataille de Bénévent, roman historique de Domenico Guerrazzi.
- Alexandre Pouchkine commence le Maure de Pierre le Grand.
- Traduction du Faust de Goethe en français par Gérard de Nerval.

## Théâtre
- La Jacquerie, scènes féodales, pièce de Mérimée.
- Amy Robsart, drame en cinq actes de Victor Hugo

## Principales naissances
- 8 février : Jules Verne, écrivain français († 24 mars 1905).
- 20 mars : Henrik Ibsen, dramaturge norvégien († 23 mai 1906).
- 9 septembre : Léon Tolstoï, écrivain russe († 20 novembre 1910).

## Principaux décès
- Mohammed Benslimane el Fassi, poète marocain de melhoun mort assassiné (°1795).